# 臺中市公共自行車租賃系統
臺中市公共自行車租賃系統（英文：iBike、YouBike 2.0、YouBike2.0E）是臺灣臺中市的公共自行車租賃系統，於2014年7月18日(YouBike1.0系統)開始試營運、2020年12月18日YouBike2.0系統加入、2023年6月28日YouBike1.0系統退場，租賃系統是由捷安特設計與微笑單車負責營運的YouBike2.0系統，與臺北、新北、桃園、竹縣、竹科、竹市、苗栗、嘉縣、嘉市、臺南、高雄、屏東相同。
初期1.0系統以臺灣大道等市中心路段設站，再擴展至大里、太平、大甲與豐原等山海屯主要市轄區，而2.0系統則以原市區與捷運站、高鐵站、鐵路車站周邊向外擴點。

## 歷史

### 系統營運史
- 2013年

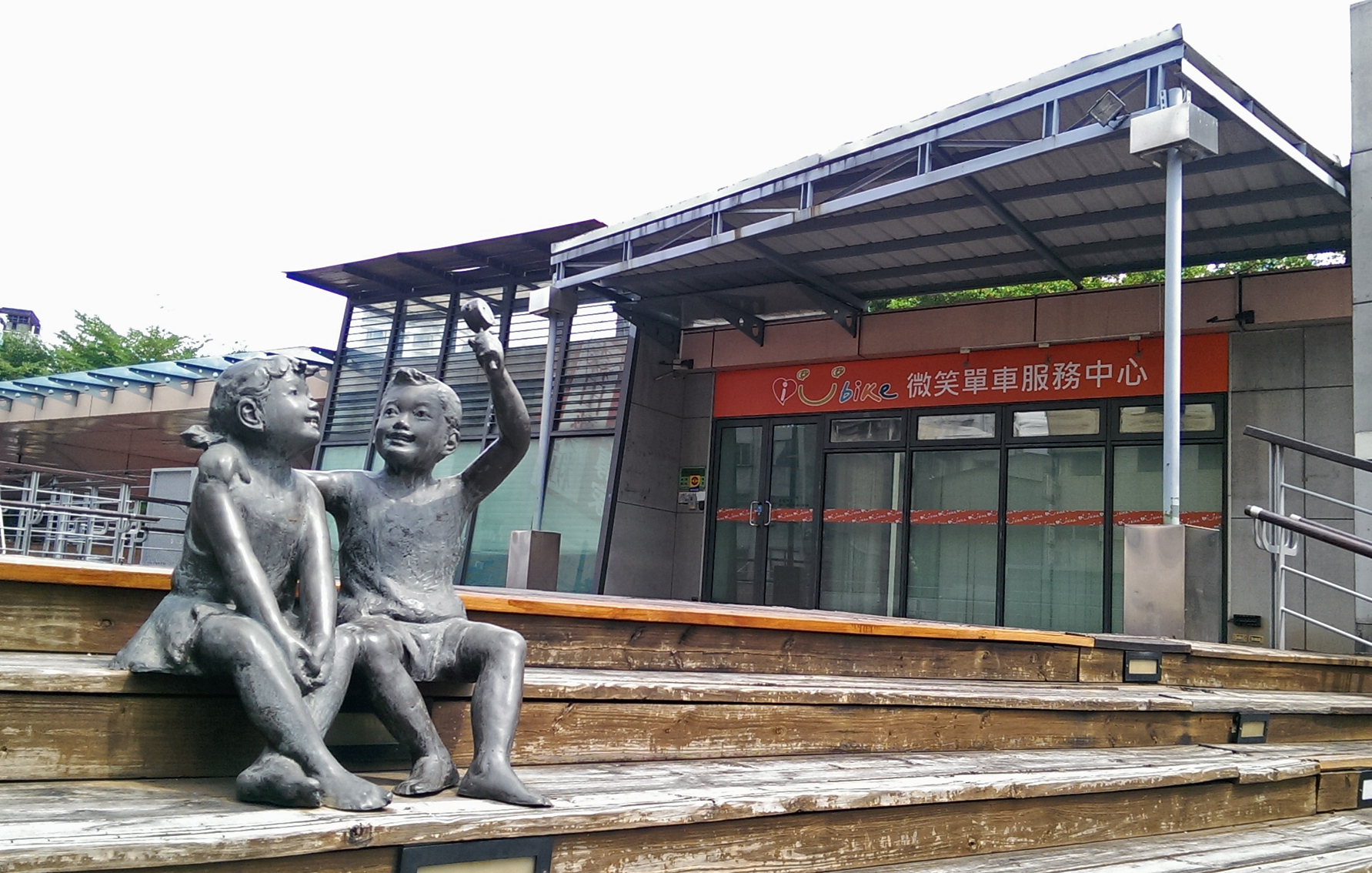
原iBike服務中心位於中區的舊址

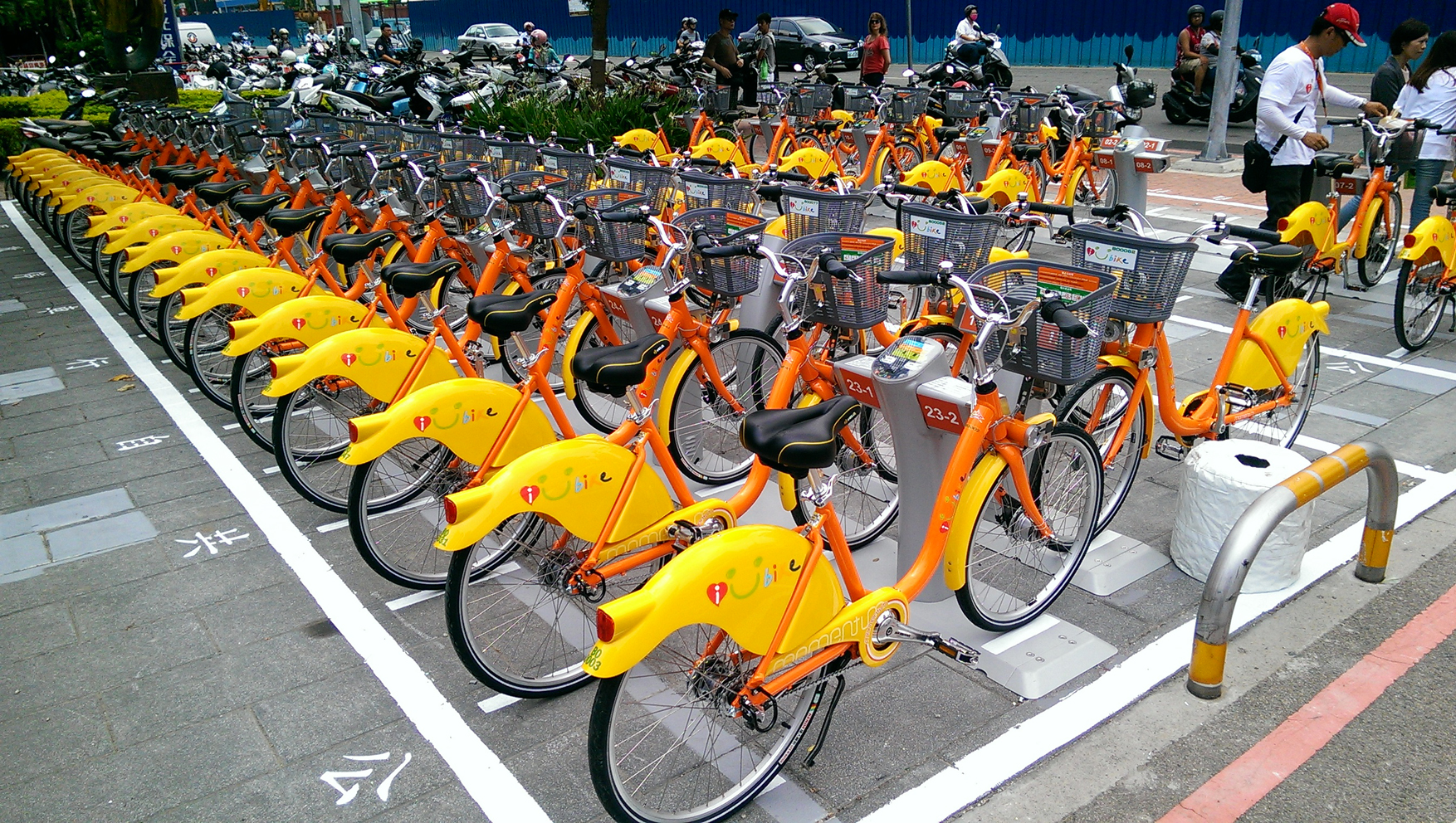
Youbike1.0系統時期的iBike-市政府站

  - 6月：臺中市政府開始規劃建置「臺中市公共自行車租賃系統」。
  - 11月：臺中市政府交通局辦理說明會[4]。
- 2014年
  - 3月：臺中市公共自行車租賃系統建置及營運管理公開招標[5]，
  - 4月11日：由巨大機械公司得標[6]。
  - 7月18日：iBike開始營運。
- 2015年
  - 2月5日：多卡通功能開通，一卡通與臺灣通（普通卡不適用）會員亦能進行租借，成為台灣公共自行車系統裡首位能三卡適用的租賃系統[7]。
  - 4月13日：因應臺中市快捷巴士於同年7月8日走入歷史，BRT茄苳腳、BRT中正國小、BRT科博館/金典酒店、BRT頂何厝、BRT新光/遠百租賃站站名前的BRT皆去除[8]。
  - 6月23日：舉辦「Taichung, Bike City 2015百站樂騎城」記者會，會中公佈未來第61個至第80個租賃站址位置；7月1日將以i-Voting公開票選方式決定第81個至100個租賃站的站址，預計在2015年底前完成。[9][10]
  - 7月1日：臺中市政府交通局自2015年7月1日至2015年7月20日舉辦第一階段民眾推薦第81個至100個iBike租賃站的站址，盼藉由公民參與讓iBike租賃站站址選擇更貼近民眾需求。[11]
  - 8月1日：臺中市政府交通局自2015年8月1日至2015年8月20日舉辦第二階段民眾以i-Voting公開票選方式決定第81個至100個iBike租賃站的站址[12]
  - 9月1日：臺中市政府交通局公布未來將規劃建置的第61-100站點[13][14]（但後來61-100站點並未依照公佈結果設站）；服務中心由中區原台灣大道旅客服務中心遷至西屯區河南路二段117號（捷安特臺中旗艦店）。
- 2016年
  - 1月20日：停止台灣通各式卡片在臺中市的公共自行車租借功能。
  - 6月1日：「太原路一段/華美街二段」更名為「太原華美街口」、「興進路/興進路76巷」更名為「興進園道」、「山西路二段/北平路二段」更名為「山西公園」、「柳川東路四段/中華路二段」更名為「柳川東中華路口」、「忠明南路/復興路二段」更名為「忠明南復興路口」、「文昌國小」更名為「北屯區文昌國小」、「建成路/樂業路」更名為「建成樂業路口」[15]。
- 2017年
  - 5月19日：大里區「台中兒童藝術館」更名為「臺中市纖維工藝博物館」[16]。
- 2018年
  - 5月1日：西屯區「國立臺中文華高中」更名為「文華高中」[17]。
  - 6月23日：龍井區增設「龍井圖書館」後，成為全台中市各個行政區都有ibike。
  - 8月24日：中區「臺中火車站」更名為「臺中火車站（建國路）」、東區「八德武德街口」更名為「臺中轉運站」、南區「民興公園」更名為「五權火車站」、北屯區「舊社公園」更名為「松竹捷運站」、大里區「廣停六停車場」更名為「永隆七街永隆路口」、大里區「廣停八停車場」更名為「德芳南路德芳南一街口」、大里區「大里國際觀光夜市」更名為「內新市場」[18]。
- 2020年
  - 1月16日，大里區「成功國中」遷移至「文化公園」。
  - 7月2日：北屯區「天祥停車場」更名為「臺中市眷村文物館」。
  - 7月14日，后里區「后里東站」遷移至「后里火車站」。
  - 11月24日，臺中市政府交通局宣佈3年內將逐步把系統車輛汰換升級為YouBike2.0系統（已決標），並計畫再增加1000個站點。[19]
  - 12月18日，首批YouBike2.0系統租賃站啟用，共有33個站點。
- 2021年
  - 1月28日，配合台中仁愛醫院台中院區停車場擴建，拆除1.0系統「台中仁愛醫院」。[20]
  - 3月31日，配合大里第15期市地重劃，拆除1.0系統「大里區公所」。[21]
  - 4月15日，配合大智北路拓寬，拆除1.0系統「臺中轉運站」。[22]
  - 7月13日，配合升級至2.0系統作業，拆除1.0系統「823紀念公園」。[23]
  - 7月16日，配合升級至2.0系統作業，拆除1.0系統「谷關立體停車場」。[24]
  - 7月28日：大安區、后里區、石岡區、東勢區、新社區、和平區均增設2.0系統租賃站後，台中市各市轄區都有設有YouBike2.0系統站。
  - 7月29日，配合人行道整治工程並轉為2.0系統作業，拆除1.0系統「育德梅川東路口」。[25]配合西苑高中校舍新建工程造成人行道需一同整治，拆除1.0系統「漢翔福星北路口」。
  - 8月2日，配合升級至2.0系統作業，拆除1.0系統「高美濕地」。
  - 8月3日，配合升級至2.0系統作業，拆除1.0系統「高美濕地第一停車場」、「高美濕地第二停車場」。
  - 8月26日，配合全面升級至2.0系統作業，拆除1.0系統「瑞城國小」。
  - 9月1日，服務中心由西屯區河南路二段117號的捷安特臺中旗艦店）搬遷至中區興中街21號新建大樓（原臺灣大道服務中心附近）。
  - 10月14日，配合人行道整治工程並轉為2.0系統作業，拆除1.0系統「大業公園」。[26]
- 2022年
  - 6月21日，YouBike2.0E電輔車正式加入臺中YouBike2.0系統上線營運。
  - 9月6日，YouBike總騎乘次數突破六億人次。
- 2023年
  - 4月22日，台中YouBike突破7,000萬騎乘人次。
  - 6月28日，YouBike1.0系統正式停止營運。[27]

### 租賃站啟用時程

#### 2014－2022年
2014年
- 07月18日：最初三個租賃站「市政府（文心樓）」、「秋紅谷」、「逢甲大學」於西屯區正式啟用[28]。
- 10月4日：西屯區增設「重慶公園」、「福星公園」、「BRT頂何厝」[29]。
- 10月18日：西區增設「BRT科博館/金典酒店」[30]。
- 10月25日：南屯區增設「公益大英街口」[31]。
- 10月31日：西屯區增設「BRT新光/遠百」[32]。
- 11月8日：北區增設「臺中孔廟」[33]。
- 11月19日：北區增設「英士公園」[34]。
- 11月27日：西區增設「BRT中正國小」、「BRT茄苳腳」、「中山地政事務所」[35]。
- 11月29日：西區增設「萬壽棒球場」[36]。
- 12月4日：西區增設「臺中教育大學」[37]。
- 12月20日：西屯區增設「大隆東興路口」、南屯區增設「五權西文心路口」[38]。
- 12月24日：北區增設「臺中公園」、西區增設「大墩文化中心」[39]。
- 12月28日：西區增設「臺中州廳」[40]。

2015年
- 01月7日：北區增設「學士育德路口」[41]。
- 01月24日：西區增設「市民廣場」、南屯區增設「文心森林公園」、北區增設「北區行政大樓」[42]。
- 01月30日：西區增設「公益公園」、西屯區增設「漢翔福星北路口」[43]。
- 02月7日：西區增設「國立臺灣美術館」[44]。
- 02月12日：北區增設「博館育德路口」[45]。
- 02月18日：北區增設「太原北中清路口」、「國立自然科學博物館(館前路)」[46]。
- 03月18日：西區增設「忠誠公園」[47]。
- 03月27日：東區增設「力行國小」、西屯區增設「櫻花棒球場」、「國立文華高中」[48]。
- 04月1日：中區增設「臺中火車站」、北區增設「臺中一中」、「賴明公園」、北屯區增設「北屯兒童公園」[49]。
- 04月2日：南屯區增設「大墩七街河南路口」[50]。
- 04月21日：北屯區增設「三光太原路口」[51]。
- 04月28日：北區增設「育德梅川東路口」[52]。
- 05月7日：西屯區增設「青海逢甲路口」[53]。
- 05月15日：西區增設「經國園道」、西屯區增設「上石公園」[54]。
- 06月5日：北區增設「英才公園」、南屯區「豐樂雕塑公園」[55]。
- 06月10日：南區增設「崇倫公園」、南屯區「黎明國中」、「惠文高中」[56]。
- 06月27日：北屯區增設「民俗公園」[57]。
- 07月9日：北區增設「中德公園」[58]。
- 07月16日：西區增設「忠明國小」[59]。
- 08月6日：西屯區增設「市政公園停車場」[60]。
- 08月12日：南屯區增設「向心兒童公園」[61]。
- 08月27日：南區增設「忠孝國光路口」[62]。
- 09月9日：南區增設「國立中興大學」[63]。
- 09月18日：南屯區增設「大業公園」[64]。
- 10月2日：中區增設「臺中仁愛醫院」[65]。
- 11月8日：東區增設「臺中國小」[66]。

2016年
- 01月21日：北區增設「太原路一段/華美街二段」[67]。
- 01月24日：東區增設「東峰公園」[68]。
- 01月28日：北區增設「山西路二段/北平路二段」[69]。
- 01月31日：南區增設「臺中高工」、北屯區增設「文昌國小」[70]。
- 02月5日：太平區增設「祥順運動公園」[71]，此站為原臺中縣的第一個租賃站。
- 02月19日：北區增設「興進園道/興進路76巷」[72]。
- 02月20日：東區增設「大智國小」、北區增設「健行國小」[73]。
- 02月26日：南區增設「忠明南路/復興路二段」、中區「柳川東路四段/中華路二段」[74]。
- 03月13日：北區增設「北區太平國小」、太平區增設「新平國小」、大里區增設「積善公園」、南區增設「永興公園」[75]。
- 03月20日：東區增設「建成路/樂業路」[76]。
- 04月7日：大甲區增設「大甲鎮瀾宮」[77]。
- 04月17日：南區增設「忠明南美村路口」、「國立公共資訊圖書館」[78]。
- 05月7日：北屯區增設「三甲公園」、豐原區增設「豐原高商」[79]。
- 05月13日：太平區增設「新福公園」[80]。
- 05月27日：太平區增設「宜昌兒童公園」[81]。
- 05月31日：北屯區增設「敦化公園」、豐原區增設「豐原火車站」及「豐原廟東夜市」、大甲區增設「大甲體育場」[82]。
- 06月5日：南區增設「樹德停車場」、大里區增設「大里國際觀光夜市」[83]。
- 06月9日：太平區增設「新平立體停車場」、豐原區增設「豐原高中」[84]。
- 06月23日：西屯區增設「臺中國家歌劇院」[85]。
- 07月2日：豐原區增設「豐原地政事務所」[86]。
- 07月5日：太平區增設「一江橋」、「長億公園」、「太平區運動場」[87]。
- 07月6日：大甲區增設「大甲區公所」、「大甲區壘球場」[88]。
- 07月19日：南區增設「中山醫學大學」[89]。
- 08月27日：大甲區增設「大甲火車站」[90]。
- 09月13日：大里區增設「大里運動公園」[91]。
- 09月21日：大里區增設「中興大學附屬高中」[92]。
- 10月2日：北屯區增設「東光國小」[93]。
- 10月7日：南屯區增設「楓香公園」[94]。
- 10月9日：南區增設「樹義公園」、「樹仁公園」[95]。
- 10月13日：大里區增設「環保公園」[96]。
- 10月16日：大里區增設「環河公園」、「廣停六停車場」[97]。
- 10月27日：大甲區增設「大甲高中」[98]。
- 10月30日：大里區增設「廣停八停車場」、太平區增設「坪林森林公園」[99]。
- 11月6日：北屯區增設「三分埔公園」[100]。
- 11月18日：大里區增設「長春兒童公園」、豐原區增設「陽明大樓」[101]。
- 11月19日：西區增設「大忠公園」[102]。
- 11月23日：南區增設「民興公園」、北屯區增設「太原停車場」[103]。
- 11月26日：南屯區增設「豐富公園」[104]。
- 11月30日：北屯區增設「臺中市籃球運動中心」、西屯區增設「潮陽環保公園」。[105]
- 12月1日：烏日區增設「兒二公園」、「自治公園」。[106]
- 12月3日：北屯區增設「四張犁農村公園」、「四張犁圖書館」。[107]
- 12月4日：南區增設「樹義園道」、大里區增設「國光花市停車場」。[108]
- 12月7日：南區增設「江川公園」、「南平公園」。[109]
- 12月8日：西屯區增設「西大墩公園」、北屯區增設「新都生態公園」。[110]
- 12月9日：北區增設「長青公園」、北屯區增設「北屯區公所」、「蓬勃運動中心」。[111]
- 12月11日：東區增設「中興大學附屬高農」、南區增設「台中文化創意產業園區」。[112]
- 12月14日：西區增設「土庫公園」、北區增設「梅川園道」。[113]
- 12月15日：北屯區增設「仁美公園」、「經補庫停車場」。[114]
- 12月16日：西區「公館公園」、南屯區增設「萬和宮」、大里區增設「大明兒童公園」。[115]
- 12月17日：大里區增設「立新國中」、「大里區公所」。[116]
- 12月18日：南區增設「復興停車場」、西區增設「臺中女中」、北屯區增設「舊社公園」。[117]
- 12月19日：南屯區增設「萬和國中」。[118]
- 12月20日：東區增設「東英停車場」、北區增設「雙十育樂街口」、北屯區增設「大德公園」、西屯區增設「大鵬國小」、烏日區增設「烏日圖書館」。[119]
- 12月21日：西屯區增設「大仁公園」、「三信公園」、「國安一號公園」、南屯區增設「大興公園」、「鎮平公園」。[120]
- 12月24日：東區增設「樂利公園」、「進業公園」、西屯區增設「協和停車場」、「福科國民中學」、「世斌公園」、太平區增設「中平公園」。[121]
- 12月25日：北區增設「曉明公園」、「武昌公園」、北屯區增設「豐田公園」。[122]
- 12月29日：東區增設「旱溪停車場」、北屯區增設「文心國小」、大里區增設「臺中兒童藝術館」、「國光公園（二二八廣場）」。[123]
- 12月31日：北屯區增設「和福公園」、「景美公園」、「軍功國小」、「新興國小」、西屯區增設「上安公園」、南屯區增設「春社公園」、「黎光公園」、「保安公園」。[124]

2017年
- 01月11日：北屯區增設「老樹公園」、清水區增設「清水運動場」、「清水牛罵頭停車場」。[125]
- 01月13日：南區增設「健康公園附設停車場」、南屯區增設「南苑公園」。[126]
- 01月15日：南屯區增設「南屯區公所」。[127]
- 01月19日：豐原區增設「豐原國中」、「豐原區公所」。[128]
- 01月20日：豐原區增設「南陽公園」、潭子區增設「潭子國小」。[129]
- 01月21日：東區增設「進德國小」、太平區增設「新光國小」。[130]
- 01月22日：西屯區增設「臺灣大道福林路口」、「臺灣大道玉門路口」[131]
- 01月25日：北屯區增設「廍興公園」、南屯區增設「正心兒童公園」、清水區增設「臺中市港區藝術中心」。[132]
- 01月27日：大里區增設「內新國小」、「大里圖書館」。[133]
- 01月28日：大里區增設「青年公園」、霧峰區增設「霧峰區公所」。[134]
- 02月19日：東區增設「長福公園」。[135]
- 03月10日：北屯區增設「軍功公園」。[136]
- 03月15日：霧峰區增設「霧峰農工」、「立法院中部辦公室」。[137]
- 03月16日：烏日區增設「烏日區公所」。[138]
- 03月18日：豐原區增設「消防公園」。[139]
- 04月7日：潭子區增設「臺中加工出口區」。[140]
- 04月17日：南區增設「崇倫國中」。[141]
- 05月3日：北屯區增設「松竹國小」。[142]
- 07月26日：東區增設「八德武德街口」。[143]
- 10月27日：烏日區增設「烏日國小」。[144]
- 11月8日：西屯區增設「上德公園」。[145]
- 11月22日：北屯區增設「823紀念公園」。[146]
- 11月23日：豐原區增設「社皮公園」。[147]
- 11月29日：西屯區增設「國安國小」。[148]
- 12月1日：西屯區增設「臺中市議會」。[149]
- 12月5日：大里區增設「成功國中」。[150]
- 12月7日：大里區增設「塗城里活動中心」。[151]
- 12月12日：西屯區增設「文修公園」。[152]
- 12月14日：大甲區增設「長青活動中心」[153]、清水區增設「高美濕地第一停車場」[154]。
- 12月15日：烏日區增設「旭光國小」。[155]
- 12月19日：南區增設「國立中興大學（中興湖）」。[156]
- 12月21日：北區增設「東成東成二街口」。[157]
- 12月26日：東區增設「新建國市場」[158]、潭子區增設「潭秀國中」。[159]
- 12月29日：西區增設「五權西忠明南路口」[160]、東區增設「東福公園」。[161]

2018年
- 01月3日：東區增設「東光園大智路口」、[162]大里區增設「益民國小」、「瑞城國小」。[163]
- 01月5日：北屯區增設「軍福公園」、[164]清水區增設「高美濕地第二停車場」。[165]
- 01月11日：北屯區增設「北屯國小」。[166]
- 01月16日：北區增設「北區國民運動中心」、[167]大甲區增設「大甲高工」。[168]
- 01月18日：南屯區增設「文心南六大墩南路口」。[169]
- 01月20日：大雅區增設「大雅公園」。[170]
- 01月26日：西屯區增設「美術館園道」。[171]
- 02月3日：北屯區增設「祥和公園」。[172]
- 02月7日：南屯區增設「犁頭店公園」。[173]
- 02月8日：東區增設「東光園振興路口」、「樂成宮」。[174] [175]
- 03月1日：大雅區增設「大明國小」。[176]
- 03月9日：西屯區增設「青海公園」。[177]
- 03月20日：烏日區增設「三和公園」。[178]
- 04月2日：烏日區增設「光德國中」。[179]
- 04月5日：太平區增設「屯區藝文中心」。[180]
- 04月9日：外埔區增設「外埔區公所」。[181]
- 04月12日：東勢區增設「三民街停車場」[182]、「東新國小」[183]
- 04月14日：清水區增設「高美濕地」。[184]
- 04月19日：后里區增設「新泰安火車站」及「泰安鐵道文化園區」。[185]
- 04月23日：南區增設「四育國中」。[186]
- 05月8日：沙鹿區增設「沙鹿區公所」及「光大公園」。[187]
- 05月14日：北區增設「寶覺禪寺」。[188]
- 05月21日：神岡區增設「圳前仁愛公園」。[189]
- 05月30日：大雅區增設「大雅國中」。[190]
- 06月7日：北屯區增設「文心崇德路口」[191]、大肚區增設「大肚戶政事務所」及「動態公園」。[192]
- 06月8日：梧棲區增設：「梧棲區公所」。[193]
- 06月13日：東勢區增設「東勢國小」。[194]
- 06月14日：北屯區增設「天祥停車場」。[195]
- 06月19日：外埔區增設「外埔國中」[196]、大安區增設「大安國小」[197]。
- 06月20日：石岡區增設「石岡區公所」、[198]、新社區增設「新社高中」及「新社區公所」[199]、和平區增設「谷關立體停車場」[200]。
- 06月22日：大肚區增設「大肚火車站」。[201]
- 06月23日：龍井區增設「龍井圖書館」。
- 06月24日：大雅區增設「大華國中」。[202]
- 06月27日：神岡區增設「神岡國中」[203]、沙鹿區增設「中山光華路口」。[204]
- 06月28日：大甲區增設「文昌國小」。[205]
- 07月5日：豐原區增設「富春國小」。[206]
- 07月7日：大甲區增設「順天國小」。[207]
- 07月18日：西區增設「民生英才路口」[208]；南屯區增設「臺中特殊教育學校」。[209]
- 07月19日：西屯區增設「臺中至善公園」。[210]
- 07月20日：西屯區增設「高登公園」[211]及「大弘公園」[212]；沙鹿區增設「中山路四平街口」」。[213]
- 07月24日：潭子區增設「潭子聯合辦公大樓」。[214]
- 07月26日：大甲區增設「日南火車站」。[215]
- 07月31日：西屯區增設「何厝公園」[216]及「安和國中」[217]；沙鹿區增設「沙鹿高工」。[218]
- 08月2日：東區增設「新建國市場（5號門）」[219]；豐原區增設「圓環北大昌街口」。[220]
- 08月10日：西屯區增設「惠來停車場」。[221]
- 08月18日：潭子區增設「潭子火車站」[222]；梧棲區增設「梧棲國小」。[223]
- 08月28日：東區增設「秀泰廣場」[224]；北屯區增設「北新國中」。[225]
- 09月5日：后里區增設「后里運動公園」。[226]
- 09月10日：太平區增設「大源公園」。[227]
- 09月17日：東區增設「臺中火車站（復興路）」。[228]
- 09月18日：豐原區增設「慈濟公園」。[229]
- 10月8日：大安區增設「海墘國小」。[230]
- 10月19日：南屯區增設「水安公園」。[231]

2019年
- 2月27日：南屯區增設「春安國小」。
- 3月5日：神岡區增設「神圳國中」。
- 3月19日：大里區增設「崇光國小」。
- 4月2日：西屯區增設「中科管理局」。
- 4月2日：大雅區增設「中科標準廠房」。
- 7月25日：西屯區增設「巨大集團總部」。
- 8月10日：北屯區增設「太原火車站」。
- 9月5日：南區增設「大慶火車站」。

2020年
- 8月7日：后里區增設「台灣美光」。[232]
- 12月18日：YouBike 2.0系統正式設站，一共增設33站：「捷運舊社站」、「捷運四維國小站」、

「松榮平面停車場」、「捷運北屯總站」、「景美公園(軍福十八路)」、「北屯兒童公園棒球場」、「文心昌平路口」、「捷運文心櫻花站」、「捷運市府站(出口1)」、「捷運市府站(出口2)」、「捷運水安宮站」、「捷運九張犁站」、「捷運九德站(興華街)」、「捷運烏日站(平等路)」、「大有公園」、「台灣大道文心路口(西北側)」、「甘肅公園)」、「幸福兒童公園)」、「逢甲公園」)」、「中平經貿路口)」、「楓安公園)」、「公益黎明路口(西南側))」、「公益永春東七路口(東南側)」)」、「公益河南路口(東南側))」、「惠智公園)」、「公益大進街口(東北側))」、「文心公益路口(東南側))」、「黎明大業路口)」、「福星公園(弘孝路))」、「健行忠太東路口)」、「皇城帝寶)」、「捷運烏日站(建國路))」、「秋紅谷(河南路))）。
- 12月30日：2.0系統增設12站：「臺灣大道美村路口(東南側)」、「工學北工學路口(東北側) 」、「三民西忠明南路口(西側) 」、「臺中二中(梅川東路三段)」、「大隆文心路口(東南側)」、「大容公園」、「青海上石路口」、「台灣大道河南路口(西北側) 」、「明道高中(信義街)」、「烏日區公所(新興路)」、「健行南榮和路口」、「捷運高鐵臺中站」。[234]

2021年
- 1月7日：增設5站：「捷運大慶站」、「臺中高工」、「惠泰公園」、「逢甲福星路口」、「文心南文心南七路口(西南側)」。[235]
- 1月16日：增設6站：「豐樂雕塑公園(永春東一路)」、「大進公園」、「正心兒童公園(大墩南路) 」、「捷運南屯站」、「南屯國民運動中心」、「中國醫藥大學水湳校區」。[236]
- 1月21日：增設5站：「秀泰生活S1館」、「忠明國小(台灣大道)」、「萬壽公園(向上南路)」、「忠明南南屯路口」、「標準檢驗局臺中分局(工學路)」、「捷運文心中清站」、「臺中孔廟(雙十路)」、「太平國小(中華路)」、「賴明公園(漢口路)」、「寶覺禪寺(健行路)」、「忠明路臨時停車場」、「東興立體停車場」、「臺中市政府(惠中路)」、「公51停車場」、「文心崇德路口(西北側)」、「捷運文心崇德站」、「捷運松竹站」、「天津停車場」、「興祥街停三停車場」、「捷運九德站(建國路)」。[237]
- 1月28日：增設15站：「綠川東中山路口」、「中興街公有停車場」、「國立臺灣美術館(五權西路)」、「臺中市政府交通局」、「美術館園道(五權五街) 」、「中華精武路口」、「臺中公園(公園路)」、「雙十自由路口」、「漢口立體停車場」、「中央公園(遊客服務中心)」、「敦化凱旋路口」、「自我體驗區(僑大八街) 」、「觸覺體驗區(經貿五路) 」、「港隆經貿九路口」、「文心森林公園(文心路)」。[238]
- 2月3日：增設18站：「大智機車停車場」、「雙十南京路口(西北側)」、「帝國製糖廠」、「自由南京路口」、「光明國中」、「梅川東民生路口」、「梅川西臺灣大道二段口」、「臺灣大道大仁街口(東南側)」、「國光忠明南路口」、「明德中學附設幼兒園」、「英士公園(日興街)」、「英才公園(民權路)」、「惠文高中(公益路)」、「惠文高中(大業路)」、「水湳派出所」、「清平公園」、「籃球運動中心(景賢路)」、「九甲公園」。[239]
- 2月10日：增設24站：「繼光光復路口」、「臺中家商(大公街)」、「忠孝公園」、「東峰公園」、「自立停車場」、「經國園道(向上路)」、「經國園道(向上北路)」、「草悟道(公益路155巷)」、「臺中市民廣場(中興街)」、「忠明公園」、「學府永和街口」、「福順公園(平順街)」、「和平公園」、「雙十國中(進德北路)」、「東成二天祥街口」、「市政公園(市政北三路)」、「文心四川路口」、「長安公園」、「文心華美西街口(東南側)」、「文華高中(文心路)」、「中仁公園」、「惠義公園」、「南苑公園(文心南五路)」、「文心森林公園(惠文路)」。[240]
- 2月19日：增設3站：「東門兒童公園」、「六順多功能活動中心」、「樂成公園」。[241]
- 3月5日：增設5站：「力行國小(進化路221巷)」、「進化精武路口(西南側)」、「國光國小(仁和路)」、「仁愛公園」、「旱溪西東山路一段146巷口」。[242]
- 3月20日：新增23站：「臺中車站(大智北路)」、「臺中車站(復興路東側出口)」、「自由自由三街口」、「進德國小(進化路)	」、「東英停車場( 一心街)」、「福聯新城」、「旱溪停車場(旱溪街)」、「家庭教育中心(東英十七街)	」、「西區社會福利服務中心」、「茄苳腳(梅川西路)」、「公益公園(公益路)」、「東興文心南十路口」、「忠孝國光路口(西南側)」、「文心山西路口(西南側)」、「惠來國小(洛陽東街)」、「重慶公園(天水西六街)」、「文心山西路口(東北側)」、「陳平公園」、「松勇公園」、「瀋陽公園」、「民俗公園(大連路)」、「臺中地區農會北屯辦事處」、「祥順運動公園(環中東路)」。[243]
- 3月27日：新增19站：「臺中國小(信義街)」、「十甲里等三里多功能活動中心」、「仁和大智路口(西南側)」、「新建國市場(1號門)(樂業二路)」、「樂業國小(樂業南路)」、「東英公園(樂業路)」、「三賢停車場」、「進業公園(東英十五街)」、「大智國小(建德街)」、「東福公園(東英一街)」、「廣十地下停車場」、「五權車站」、「國立公共資訊圖書館(五權南路)」、「長春國民運動中心(合作街)」、「北屯雙十路二段100巷口」、「賴厝國小(太原路)」、「梅川公園」、「學士育德路口(東側)」、「同心停車場」[244]。
- 4月2日：新增7站：「精武車站」、「忠誠公園(忠明路)」、「美術園道(五權一街)」、「存中中美街口(東南側)」、「惠順停車場(河南路)」、「太原車站」、「松竹車站」[245]。
- 4月9日：新增10站：「東光園大智路口(東北側)」、「樹義公園(福田三街)」、「東成東成二街口(南側)」、「健行國小(健行路)」、「東成三東光東街口」、「青海公園(四川東街)」、「三甲公園(旱溪東路)」、「新光國小(新興路)」、「宜昌兒童公園(宜昌路)」、「太平宜佳公園」[246]。
- 4月16日：新增10站：「福田水資源中心(福田二街)」、「萬和國中(文心南三路)」、「豐樂雕塑公園(向心南路)」、「向心南文心南七路口」、「永春國小(永春東路360巷)」、「南京東天祥街口」、「天祥停車場(天祥街13巷)」、「豐田公園(大連路)」、「新安兒童公園」、「新平立體停車場(樹孝路)」[247]。
- 4月24日：新增25站：「樹義國小(福田五街)」、「建國南路一段236巷口」、「樹仁公園(福田二街)」、「豐富公園(東興三民西路口)」、「文心南六文心南六路171巷口」、「文心南五大墩南路口(西南側)」、「松竹國小(崇德六路)」、「大買家北屯店」、「三光國中(三光北一街)」、「軍功公園(松竹路)」、「建功國小(軍和街)」、「松竹公園(崇德六路)」、「三分埔公園(崇德五路)」、「臺中市極限運動場」、「仁和公園(崇德九路)」、「仁德停車場」、「823紀念公園(崇德九路)」、「仁和公園(山西路)」、「崇德十四平路口」、「頭家厝車站」、「潭子車站(潭興路)」、「栗林車站」、「中山中山路一段15巷口」、「東寶國小」、「大新路機車停車場」[248]。
- 5月1日：新增20站：「東峰國中(仁和路)」、「旱溪東東英三街口」、「林森停車場」、「三民興進路口」、「美德美德街68巷口」、「文修公園(西苑路)」、「文修公園(烈美街)」、「上安公園(南側)」、「朝富環河路口」、「天闊民眾活動中心」、「南興公園(南興東路)」、「細廣兼停2停車場」、「建功公園」、「軍功國小(軍功路)」、「仁和廣福公園」、「仁美公園(崇德十二路)」、「敦化公園(后庄七街)」、「新福公園(旱溪東路)」、「新光國小(太順路)」、「潭子運動公園(勝利路)」[249]。
- 5月7日：新增15站：「美術園道(五權七街)」、「建國南忠明南730巷口」、「樹仔腳公園」、「復興北東興路一段口」、「朝馬運動中心」、「龍門公園」、「逢大大鵬路口」、「臺灣大道安和路口(西北側)」、「南屯公園(大墩七街)」、「三塊厝公有停車場」、「兒三公園」、「鄰公七公園」、「同順公園」、「中清經貿五路口」、「軍福公園(軍福十九路)」[250]。
- 5月14日：新增20站：「公館公園(自由路)」、「樂群公園(柳川東路)」、「上公館公園(五權路)」、「萬壽棒球場(向上路）」、「崇倫公園(美村路)」、「民興公園(建國北路)」、「南平公園(和昌街)」、「大慶街二段6-16巷文心南路口」、「工學南和路口」、「忠明南工學二街口」、「忠明南工學五街口」、「臺灣大道福安路口(西北側)」、「福科永福路口」、「福科福康路口」、「文心南九向心南路口」、「黎明公園」、「雷虎公園」、「洲際棒球場(崇德十九路)」、「后庄公園」、「永隆里活動中心」[251]。
- 5月21日：新增20站：「力行國小」、「公益公園」、「忠明南美村南路口」、「中山醫學大學」、「進化廣場(興進路)」、「國立自然科學博物館(博館路)」、「長青公園(北平路)」、「武昌公園(武昌路)」、「曉明公園(陝西東五街)」、「太原北中清路口(西側)」、「中德公園(忠明六街)」、「博館育德路口」、「大鵬臨停停車場」、「四平公園」、「頭家公園」、「頭家國小」、「豐栗安和路106巷口」、「中山路241巷中山路口」、「環中東復興路一段口」、「摘星山莊」[252]。
- 5月28日：新增26站：「進德國小」、「臺中教育大學(英才校區)」、「忠明國小」、「臺中教育大學」、「中正國小」、「國立臺灣美術館」、「經國園道」、「美村南平路口」、「北區行政大樓」、「臺中一中」、「興進園道」、「英才公園」、「育德梅川東路口」、「大鵬國小(中平路)」、「黎明中清路口」、「福順停車場」、「福星公園」、「大鵬國小」、「臺灣大道玉門路口」、「臺灣大道福林路口」、「安和國中」、「黎明國中」、「向心兒童公園」、「大興公園」、「新興國小(新興路7巷)」、「老樹公園(經貿一路)」[253]。
- 6月2日：新增27站：「大智國小」、「東峰公園(仁和路)」、「東光園振興路口」、「樂利公園」、「樂成宮」、「新建國市場(5號門)」、「建成樂業路口」、「大墩文化中心」、「中山地政事務所」、「臺中州廳」、「樹義園道」、「國立中興大學」、「太原華美街口」、「梅川園道」、「雙十育樂街口」、「山西公園」、「世斌公園」、「鎮平公園(楓樹西街366巷)」、「楓香公園(楓樹南街)」、「大德公園」、「蓬勃運動中心」、「北屯國小」、「大里兒青館」、「環河爽文路口」、「內新國小(新仁路)」、「大買家國光店」、「崇光國小」[254]。
- 6月4日：新增20站：「五權西忠明南路口」、「民生英才路口」、「美術園道」、「崇倫公園」、「永興公園」、「樹德停車場」、「復興停車場」、「健康公園附設停車場」、「高工南和路口」、「國立中興大學(中興湖)」、「四育國中」、「忠明南復興路口」、「櫻花棒球場」、「青海逢甲路口」、「上石公園」、「永隆永隆七街101巷口」、「大明兒童公園(大明路)」、「國光公園(興大南街)」、「日新公園」、「積善公園」[255]。
- 6月9日：新增7站：「大忠公園」、「臺中女中」、「土庫公園」、「北區國民運動中心」、「秋紅谷」、「市政府(文心樓)」、「豐富公園」[256]。
- 6月11日：新增21站：「中興大學附屬高農」、「秀泰廣場」、「民興公園」、「新光/遠百」、「市政公園停車場」、「臺中國家歌劇院」、「西大墩公園」、「潮洋環保公園」、「臺中至善公園」、「豐功停車場」、「北屯兒童公園」、「三光太原路口」、「東光國小」、「北屯區公所」、「四張犁圖書館」、「新都生態公園」、「太原停車場」、「和福公園」、「經補庫停車場」、「廍興公園」、「祥和公園」[257]。
- 6月16日：新增24站：「臺中車站(建國路)」、「柳川東中華路口」、「中興大學附屬高農(中農附旅)」、「長福公園」、「江川公園」、「臺灣大道國際街口」、「漢口國中(漢口路)」、「頂何厝」、「大隆東興路口」、「國安國小」、「何厝公園」、「惠來停車場」、「文心崇德路口」、「北屯區文昌國小」、「四張犁農村公園」、「舊社公園」、「文心國小」、「北新國中」、「永明公園」、「臺灣大道晉武路口」、「自治公園(公園路)」、「兒二公園(中山路)」、「公十公園」、「弘文高中」[258]。
- 6月18日：新增20站：「協和停車場」、「福科國民中學」、「大仁公園」、「國安一號公園」、「三信公園」、「上德公園」、「文修公園」、「臺中市議會」、「高登公園」、「五權西文心路口」、「萬和宮」、「黎光公園」、「保安公園」、「春社公園」、「南屯區公所」、「犁頭店公園」、「春安國小」、「國光花市停車場」、「德芳南路德芳南一街口」、「臺中市纖維工藝博物館」[259]。
- 6月23日：新增20站：「崇德進化北路口」、「佛教正德醫院」、「文昌兒童公園」、「田心公園」、「文心森林公園(惠文向上路口)」、「公益惠文路口」、「洲際棒球場(環中路)」、「仁和福德公園」、「日新河濱公園」、「東村公園」、「育賢停車場(育賢路)」、「育賢停車場(近環中東路)」、「北勢國小」、「六福公園」、「靜宜大學」、「鹿鳴公園(賢義街)」、「鹿寮成衣商圈(中山路)」、「沙鹿區公所」、「中山光華路口」、「三鹿社區活動中心」[260]。
- 6月25日：新增19站：「臺灣大道福林路口(東北側)」、「工業區一路工業區一路58巷口」、「南屯區福德公園」、「臺中市環保局南屯清潔隊」、「大里運動公園」、「益民國小」、「祥順運動公園」、「屯區藝文中心」、「沙鹿車站(新站路西側出口)」、「沙鹿高工」、「光大公園」、「中山路四平街口」、「麗水籃球場」、「龍津高中」、「龍井籃球場」、「龍井國小」、「龍井圖書館」、「拍瀑拉公園」、「臺灣大道遊園北路口」[261]。
- 6月30日：新增10站：「科博館/金典酒店」、「經貿七中清路口」、「大業公園」、「水安公園」、「一德公園」、「進士公園」、「新高新光新興聯合里活動中心」、「新平國小」、「中港國小」、「湖日公園」[262]。
- 7月2日：新增18站：「綠十八公園」、「精誠大墩四街口」、「公益大英街口」、「環保公園」、「內新市場」、「中興大學附屬高中」、「一江橋」、「長億公園」、「太平區運動場」、「坪林森林公園」、「中平公園」、「大源公園」、「中平國中」、「宜富公園」、「鹿鳴公園(賢正街)」、「沙鹿區兒童公園」、「臺灣大道正英路口」、「龍山國小(中山一路一段)」[263]。
- 7月7日：新增站：「館前臺灣大道二段口」、「公益精誠路口(西南側)」、「至善青海路二段口」、「文輝公園」、「福恩停車場」、「工業區一路工業區一路72巷口」、「工業區一路98巷口」、「大里圖書館」、「長春兒童公園」、「瑞城國小」、「塗城里活動中心」、「立新國中」、「十九甲健康公園」、「青年公園」、「文化公園」、「龍井區農會龍津分部」[264]。
- 7月9日：新增站：「福安公園」、「永和巷公園」、「水湳生態公園」、「和順公園」、「潮春公園」、「陸光公園」、「豐原地政事務所」、「豐原區公所」、「陽明大樓」、「南陽公園」、「社皮公園」、「富春國小」、「爽文公園」、「大里高中」、「臺中市立圖書館大里大新分館」、「祥興公園」、「霧峰農工」、「霧峰區公所」、「立法院中部辦公室」、「潭子國小」、「潭子聯合辦公大樓」、「潭子環保公園」、「潭秀國中」、「潭子科技園區」[265]。
- 7月14日：新增21站：「大益公園」、「河南公園」、「惠誠公園(市政南一路)」、「西苑高中代管籃球場」、「河南停車場」、「南屯親子館/環保局環境檢驗科」、「李科永紀念圖書館」、「豐陽國中」、「豐原監理站」、「豐原廟東夜市」、「豐原車站」、「豐原高中」、「慈濟公園」、「圓環北大昌街口」、「圓環西中山路口」、「合作國小」、「同心互助街口」、「圓環東安康路口」、「忠勤公園」、「義士祠」、「烏日圖書館」[266]。
- 7月16日：新增16站：「豐原高商」、「豐原國中」、「「旭光國小」、「光德國中」、「大肚戶政事務所」、「大肚車站」、「動態公園」[267]。
- 7月21日：新增15站：「中德停車場」、「中科管理局」、「巨大集團總部」、「臺灣大道中工三路口(西北側)」、「清水牛罵頭停車場」、「臺中市港區藝術中心」、「清水運動場」、「清水車站」、「大明國小」、「大華國中」、「大雅國中」、「大雅公園」、「大雅區公所」、「中科標準廠房」、「東寶兒童公園」[268]。
- 7月23日：新增16站：「823紀念公園」、「豐原車站(豐勢路東側出口)」、「立元停車場」、「仁化公園」、「太平國中」、「豐年公園」、「華成小園」、「日南車站」、「孟春兒童遊樂場」、「大甲車站旁機車停車場」、「中港高中」、「圳前仁愛公園」、「神岡高工」、「神圳國中」、「外埔區公所」、「外埔國中」[269]。
- 7月28日：新增28站：「西大墩公園(福科路)」、「臺灣大道安和路口(西南側)」、「臺中特殊教育學校」、「沙鹿車站(中正街東側出口)」、「大甲鎮瀾宮」、「大甲區壘球場」、「大甲區公所」、「大甲車站」、「大甲體育場」、「大甲高中」、「長青活動中心」、「文昌國小」、「順天國小」、「大甲高工」、「東新國小」、「三民街停車場」、「東勢國小」、「后里車站」、「后里運動公園」、「麗寶樂園」、「台灣美光」、「龍井車站(龍新路3巷)」、「谷關立體停車場」、「石岡區公所」、「大安國小」、「海墘國小」、「新社高中」、「新社區公所」[270]。

2022年

#### 2023年－至今
2023年
- 4月20日: 新增2站:「中投東豐正路口」、「潭子科技園區(建國復興路口)」[271]。
- 4月27日:新增5站，「臺中市中興地政事務所」、「永春東三永順路口」、「南斗宮」、「南勢溪口」、「中山路紅竹巷口」[272]。

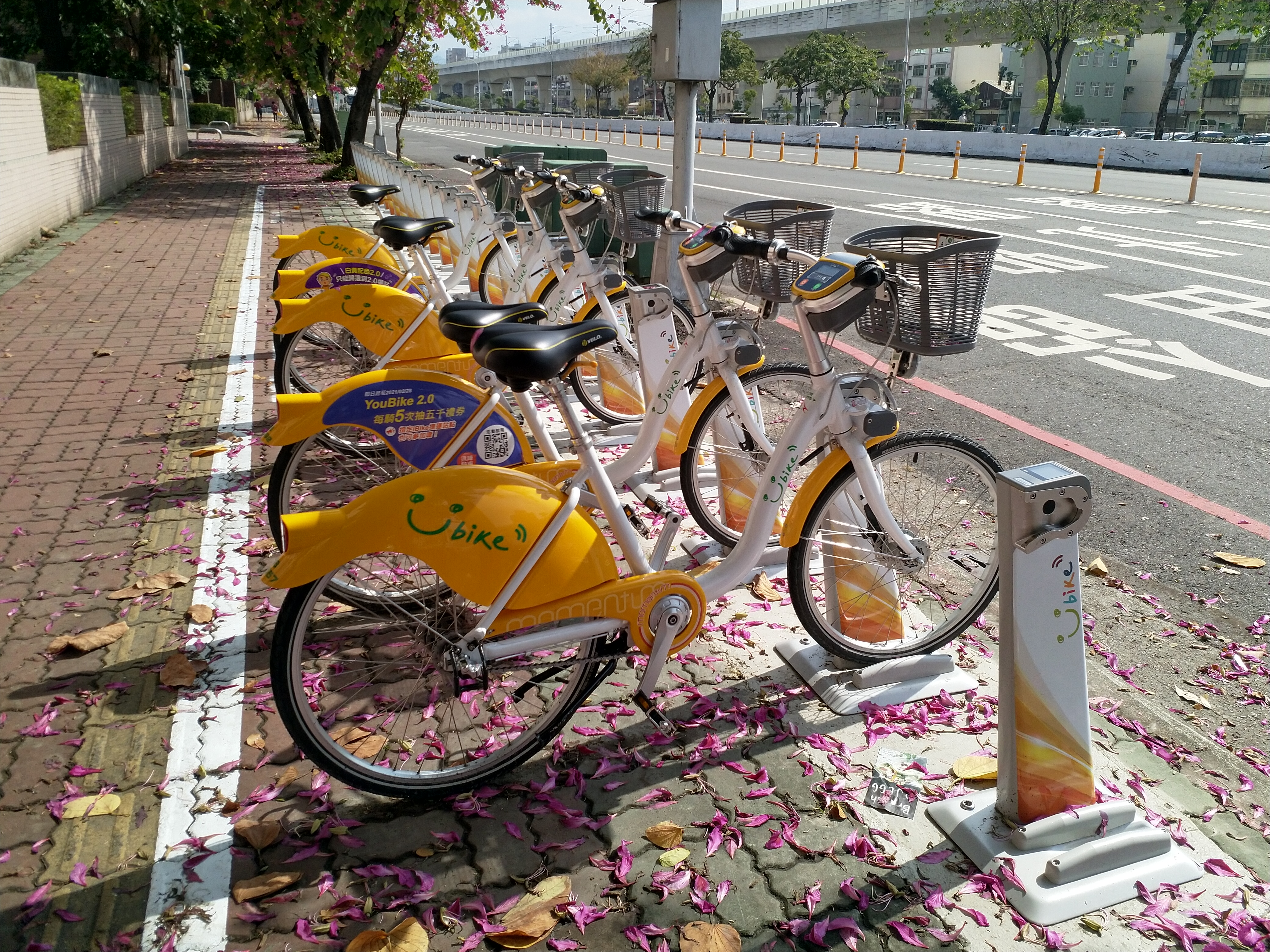
iBike-光明國中站（Youbike2.0系統）樣貌

- 5月4日:新增1站，「勝麗方程市」[273]。

## 租賃方式
YouBike2.0租賃方式及操作系统與台灣其他城市的YouBike微笑單車皆相同，使用信用卡、悠遊卡和一卡通和icash2.0加入會員後進行租借，若使用票卡租車，餘額需≧0元，方能租借。
- YouBike2.0系統[277]

信用卡、悠遊卡與一卡通與icash2.0 ：4小時內每30分鐘10元，4~8小時每30分鐘20元，超過8小時每30分鐘40元。
- YouBike2.0E系統[278]

信用卡、悠遊卡與一卡通與icash2.0：前 2 小時每 30 分鐘20元，超過２小時每 30 分鐘 40 元，未滿 30 分鐘以 30 分鐘計算。
- 跨區借還自行車之調度費為：
  - 臺中市騎至臺北市/新北市歸還，或臺北市/新北市騎至臺中市歸還，需酌收調度費用新台幣815元。
  - 臺中市騎至嘉義市歸還，或嘉義市騎至臺中市歸還，需酌收調度費用新台幣660元。
  - 臺中市騎至高雄市歸還，或高雄市騎至臺中市歸還，需酌收調度費用新台幣875元。
  - 臺中市騎至新竹縣/新竹市歸還，或新竹縣/新竹市騎至臺中市歸還，無需再酌收調度費用。

騎乘補助說明
YouBike 2.0：前30分鐘免費由臺中市政府補助，補助截止日期依臺中市政府公告。
YouBike 2.0E：前30分鐘由臺中市政府補助10元，補助截止日期依臺中市政府公告。

## 租賃站位置
截至2025年4月17日，已設置共1,559個站點，設點的行政區包括西屯區205個、北屯區185個、南屯區125個、南區88個、西區81個、北區76個、東區76個、大里區72個、豐原區75個、太平區64個、烏日區63個、大甲區51個、潭子區39個、沙鹿區49個、清水區63個、里區23個、大雅區23個、梧棲區41個、霧峰區28個、大肚區31個、神岡區16個、龍井區27個、大安區12個、中區6個、外埔區20個、東勢區10個、新社區7個、石岡區2個、和平區2個。

## 使用人次
截至2021年7月1日止，累計45,118,213人次租借。
各年度、月份資料，詳如下表：。
| 月份 | 租借人次 | 較上月增減 (較上月成長率) | 較去年同期增減 (較去年同期成長率) | 備註 |
| ---- | -------- | ------------------------- | --------------------------------- | ---- |
| 7    | 10,917   | N/A (N/A)                 | N/A (N/A)                         |      |
| 8    | 28,328   | +17,411 (+159.48%)        | N/A (N/A)                         |      |
| 9    | 21,223   | -7,105 (-25.08%)          | N/A (N/A)                         |      |
| 10   | 38,675   | +17,452 (+82.23%)         | N/A (N/A)                         |      |
| 11   | 59,545   | +20,870 (+53.96%)         | N/A (N/A)                         |      |
| 12   | 66,237   | +6,692 (+11.23%)          | N/A (N/A)                         |      |
| 總計 | 224,925  | N/A (N/A)                 | N/A (N/A)                         |      |

| 月份 | 租借人次  | 較上月增減 (較上月成長率) | 較去年同期增減 (較去年同期成長率) | 備註 |
| ---- | --------- | ------------------------- | --------------------------------- | ---- |
| 1    | 108,787   | +42,550 (+64.23%)         | N/A (N/A)                         |      |
| 2    | 153,305   | +44,518 (+40.92%)         | N/A (N/A)                         |      |
| 3    | 176,492   | +23,187 (+15.12%)         | N/A (N/A)                         |      |
| 4    | 222,397   | +45,905 (+26%)            | N/A (N/A)                         |      |
| 5    | 212,120   | -10,277 (-4.62%)          | N/A (N/A)                         |      |
| 6    | 242,102   | +29,982 (+14.13%)         | N/A (N/A)                         |      |
| 7    | 280,130   | +38,028 (+15.7%)          | +269,213 (+2465.99%)              |      |
| 8    | 238,770   | -41,360 (-14.76%)         | +210,442 (+742.87%)               |      |
| 9    | 264,148   | +25,378 (+10.62%)         | +242,925 (+1144.63%)              |      |
| 10   | 314,591   | +50,443 (+19.09%)         | +275,916 (+713.42%)               |      |
| 11   | 297,494   | -17,097 (-5.43%)          | +237,949 (+399.61%)               |      |
| 12   | 292,499   | -4,995 (-1.67%)           | +226,262 (+341.59%)               |      |
| 總計 | 2,802,835 | +2,577,910 (+1146.11%)    | +2,577,910 (+1146.11%)            |      |

| 月份 | 租借人次  | 較上月增減 (較上月成長率) | 較去年同期增減 (較去年同期成長率) | 備註 |
| ---- | --------- | ------------------------- | --------------------------------- | ---- |
| 1    | 221,272   | -71,227 (-24.35%)         | +112,485 (+103.39%)               |      |
| 2    | 260,879   | +39,607 (+17.89%)         | +107,574 (+70.16%)                |      |
| 3    | 256,762   | -4,117 (-1.57%)           | +80,270 (+45.48%)                 |      |
| 4    | 349,100   | +92,338 (+35.96%)         | +126,703 (+56.97%)                |      |
| 5    | 357,517   | +8,417 (+2.41%)           | +145,397 (+68.54%)                |      |
| 6    | 342,111   | -15,406 (-4.3%)           | +100,009 (+41.3%)                 |      |
| 7    | 362,529   | +20,418 (+5.96%)          | +82,399 (+29.41%)                 |      |
| 8    | 388,861   | +26,332 (+7.26%)          | +150,091 (+62.86%)                |      |
| 9    | 360,602   | -28,259 (-7.27%)          | +96,454 (+36.51%)                 |      |
| 10   | 422,081   | +61,479 (+17.05%)         | +107,490 (+34.17%)                |      |
| 11   | 399,987   | -22,094 (-5.23%)          | +102,493 (+34.45%)                |      |
| 12   | 494,891   | +94,904 (+23.73%)         | +202,392 (+69.19%)                |      |
| 總計 | 4,216,592 | +1,413,757 (+50.44%)      | +1,413,757 (+50.44%)              |      |

| 月份 | 租借人次  | 較上月增減 (較上月成長率) | 較去年同期增減 (較去年同期成長率) | 備註 |
| ---- | --------- | ------------------------- | --------------------------------- | ---- |
| 1    | 542,303   | +47,412 (+9.58%)          | +321,031 (+145.08%)               |      |
| 2    | 579,519   | +37,216 (+6.86%)          | +318,640 (+122.14%)               |      |
| 3    | 666,980   | +87,461 (+15.09%)         | +410,218 (+159.77%)               |      |
| 4    | 640,729   | -26,251 (-3.94%)          | +291,629 (+83.54%)                |      |
| 5    | 647,137   | +6,408 (+1.00%)           | +289,620 (+81.01%)                |      |
| 6    | 464,773   | -182,364 (-28.18%)        | +122,662 (+35.85%)                |      |
| 7    | 548,237   | +83,464 (+17.96%)         | +185,708 (+51.23%)                |      |
| 8    | 602,508   | +54,271 (+9.90%)          | +213,647 (+54.94%)                |      |
| 9    | 602,133   | -375 (-0.06%)             | +241,531 (+66.98%)                |      |
| 10   | 621,636   | +19,503 (+3.24%)          | +199,555 (+47.28%)                |      |
| 11   | 608,538   | -13,098 (-2.11%)          | +208,551 (+52.14%)                |      |
| 12   | 627,942   | +19,404 (+3.19%)          | +133,051 (+26.88%)                |      |
| 總計 | 7,152,435 | +2,935,843 (+69.63%)      | +2,935,843 (+69.63%)              |      |

| 月份 | 租借人次  | 較上月增減 (較上月成長率) | 較去年同期增減 (較去年同期成長率) | 備註 |
| ---- | --------- | ------------------------- | --------------------------------- | ---- |
| 1    | 554,447   | -73,495 (-11.70%)         | +12,144 (+2.24%)                  |      |
| 2    | 463,941   | -90,506 (-16.32%)         | -115,578 (-19.94%)                |      |
| 3    | 677,709   | +213,768 (+46.08%)        | +10,729 (+1.61%)                  |      |
| 4    | 698,510   | +20,801 (+3.07%)          | +57,781 (+9.02%)                  |      |
| 5    | 730,109   | +31,599 (+4.52%)          | +82,972 (+12.82%)                 |      |
| 6    | 644,113   | -85,996 (-11.78%)         | +179,340 (+38.59%)                |      |
| 7    | 621,911   | -22,202 (-3.45%)          | +73,674 (+13.44%)                 |      |
| 8    | 584,928   | -36,983 (-5.95%)          | -17,580 (-2.92%)                  |      |
| 9    | 738,253   | +153,325 (+26.21%)        | +136,120 (+22.61%)                |      |
| 10   | 827,988   | +89,735 (+12.16%)         | +206,352 (+33.19%)                |      |
| 11   | 803,450   | -24,538 (-2.96%)          | +194,912 (+32.03%)                |      |
| 12   | 842,669   | +39,219 (+4.88%)          | +214,727 (+34.20%)                |      |
| 總計 | 8,188,028 | +1,035,593 (+14.48%)      | +1,035,593 (+14.48%)              |      |

| 月份 | 租借人次  | 較上月增減 (較上月成長率) | 較去年同期增減 (較去年同期成長率) | 備註 |
| ---- | --------- | ------------------------- | --------------------------------- | ---- |
| 1    | 794,778   | -47,891 (-5.68%)          | +240,331 (+43.35%)                |      |
| 2    | 695,470   | -99,308 (-12.50%)         | +231,529 (+49.90%)                |      |
| 3    | 748,810   | +53,340 (+7.67%)          | +71,101 (+10.49%)                 |      |
| 4    | 767,925   | +19,115 (+2.55%)          | +69,415 (+9.94%)                  |      |
| 5    | 723,900   | -44,025 (-5.73%)          | -6,209 (-0.85%)                   |      |
| 6    | 691,554   | -32,346 (-4.47%)          | +47,441 (+7.37%)                  |      |
| 7    | 722,936   | -31,382 (-4.54%)          | +101,025 (+16.24%)                |      |
| 8    | 649,714   | -73,222 (-10.13%)         | +64,786 (+11.08%)                 |      |
| 9    | 775,766   | +126,052 (+19.40%)        | +37,513 (+5.08%)                  |      |
| 10   | 871,679   | +95,913 (+12.36%)         | +43,691 (+5.28%)                  |      |
| 11   | 836,173   | -35,506 (-4.07%)          | +68,229 (+8.49%)                  |      |
| 12   | 748,383   | -87,790 (-10.50%)         | -94,286 (-11.19%)                 |      |
| 總計 | 9,027,088 | +839,060 (+10.25%)        | +839,060 (+10.25%)                |      |

| 月份 | 租借人次  | 較上月增減 (較上月成長率) | 較去年同期增減 (較去年同期成長率) | 備註 |
| ---- | --------- | ------------------------- | --------------------------------- | ---- |
| 1    | 708,308   | -40,075 (-5.35%)          | -86,470 (-10.88%)                 |      |
| 2    | 656,449   | -51,859 (-7.32%)          | -39,021 (-5.61%)                  |      |
| 3    | 766,699   | +110,250 (+16.79%)        | +17,889 (+2.39%)                  |      |
| 4    | 699,583   | -67,116 (-8.75%)          | -68,342 (-8.90%)                  |      |
| 5    | 689,122   | -10,461 (-1.50%)          | -34,778 (-4.80%)                  |      |
| 6    | 703,435   | +14,313 (+2.08%)          | +11,881 (+1.72%)                  |      |
| 7    | 727,630   | +24,195 (+3.44%)          | +4694 (+0.65%)                    |      |
| 8    | 699,807   | -27,823 (-3.82%)          | +50,093 (+7.71%)                  |      |
| 9    | 781,649   | +81,842 (+11.69%)         | +5,883 (+0.76%)                   |      |
| 10   | 838,888   | +57,239 (+7.32%)          | -32,791 (-3.76%)                  |      |
| 11   | 817,317   | -21,571 (-2.57%)          | -18,856 (-2.26%)                  |      |
| 12   | 800,831   | -16,486 (-2.02%)          | +52,448 (+7.01%)                  |      |
| 總計 | 8,889,718 | -137,370 (-1.52%)         | -137,370 (-1.52%)                 |      |

| 月份 | 租借人次  | 較上月增減 (較上月成長率) | 較去年同期增減 (較去年同期成長率) | 備註 |
| ---- | --------- | ------------------------- | --------------------------------- | --- |
| 1    | 764,590   | -36,241 (-4.53%)          | +56,282 (+7.95%)                  | |
| 2    | 764,891   | +301 (+0.04%)             | +108,442 (+16.52%)                | |
| 3    | 976,860   | +211,969 (+27.71%)        | +210,161 (+27.41%)                | |
| 4    | 1,065,051 | +88,191 (+9.03%)          | +365,468 (+52.24%)                | |
| 5    | 713,507   | -351,544 (-33.01%)        | +24,385 (+3.54%)                  | 5月19日，中華民國政府宣佈因應嚴重特殊傳染性肺炎（COVID-19）疫情持續嚴峻，將第三級防疫警戒範圍擴大至全國 |
| 6    | 323,847   | -389,660 (-54.61%)        | -379,588 (-53.96%)                | |
| 7    | 528,848   | +205,001 (+63.30%)        | -198,782 (-27.32%)                | 7月27日起，將全國第三級警戒調降至第二級警戒                                                             |
| 8    | 656,102   | +127,254 (+24.06%)        | -43,705 (-6.25%)                  | |
| 9    | 901,990   | +245,888 (+37.48%)        | +120,341 (+15.40%)                | |
| 10   | 1,056,848 | +154,858 (+17.17%)        | +217,960 (+25.98%)                | |
| 11   | 1,092,699 | +35,851 (+3.39%)          | +275,382 (+33.69%)                | |
| 12   | 1,151,480 | +58,781 (+5.38%)          | +350,649 (+43.79%)                | |
| 總計 | 9,996,713 | +1,106,995 (+12.45%)      | +1,106,995 (+12.45%)              | |

| 月份 | 租借人次   | 較上月增減 (較上月成長率) | 較去年同期增減 (較去年同期成長率) | 備註 |
| ---- | ---------- | ------------------------- | --------------------------------- | ---- |
| 1    | 1,028,342  | -123,138 (-10.69%)        | +263,752 (+34.50%)                |      |
| 2    | 855,086    | -173,256 (-16.85%)        | +90,195 (+11.79%)                 |      |
| 3    | 1,182,349  | +327,263 (+38.28%)        | +205,534 (+21.04%)                |      |
| 4    | 1,182,864  | +515 (+0.04%)             | +118,813 (+11.16%)                |      |
| 5    | 860,932    | -321,932 (-27.22%)        | +147,425 (+20.66%)                |      |
| 6    | 903,211    | +42,279 (+4.91%)          | +579,364 (+178.90%)               |      |
| 7    | 1,207,983  | +304,772 (+33.74%)        | +679,135 (+128.42%)               |      |
| 8    | 1,265,963  | +57,980 (+4.80%)          | +609,861 (+92.95%)                |      |
| 9    | 1,287,170  | +21,207 (+1.68%)          | +385,180 (+42.70%)                |      |
| 10   | 1,458,077  | +170,907 (+13.28%)        | +401,229 (+37.96%)                |      |
| 11   | 1,471,821  | +13,744 (+0.94%)          | +379,122 (+34.70%)                |      |
| 12   | 1,447,286  | -24,535 (-1.67%)          | +295,806 (+25.69%)                |      |
| 總計 | 14,151,084 | +4,154,371 (+41.56%)      | +4,154,371 (+41.56%)              |      |

| 月份 | 租借人次  | 較上月增減 (較上月成長率) | 較去年同期增減 (較去年同期成長率) | 備註                                    |
| ---- | --------- | ------------------------- | --------------------------------- | --------------------------------------- |
| 1    | 1,247,484 | -199,802 (-13.81%)        | +219,142 (+21.31%)                |                                         |
| 2    | 1,354,837 | +107,353 (+8.61%)         | +499,751 (+58.44%)                |                                         |
| 3    | 1,592,953 | +238,116 (+17.58%)        | +410,604 (+34.73%)                |                                         |
| 4    | 1,534,867 | -58,086 (-3.65%)          | +352,003 (+29.76%)                | 4月22日，台中YouBike突破7,000萬騎乘人次 |
| 5    | 1,551,634 | +16,767 (+1.09%)          | +690,702 (+80.23%)                |                                         |
| 6    | 1,419,271 | -132,363 (-8.53%)         | +516,060 (+57.14%)                |                                         |
| 7    | 1,386,900 | -32,371 (-2.28%)          | +178,917 (+14.81%)                |                                         |
| 8    | 1,425,424 | +38,524 (+2.78%)          | +159,461 (+12.60%)                |                                         |
| 9    | 1,368,047 | -57,377 (-4.03%)          | +80,877 (+6.28%)                  |                                         |
| 10   | 1,623,141 | +255,094 (+18.65%)        | +165,064 (+11.32%)                |                                         |
| 11   |           |                           |                                   |                                         |
| 12   |           |                           |                                   |                                         |
| 總計 |           |                           |                                   |                                         |

## 外部連結
- 臺中市 | YouBike 微笑單車（页面存档备份，存于）
- 臺中市公共自行車租賃系統的Facebook專頁